# Etō Shinpei
Pour les articles homonymes, voir Etō.
Etō Shinpei est un nom japonais traditionnel ; le nom de famille (ou le nom d'école), Etō, précède donc le prénom (ou le nom d'artiste).
Etō Shinpei (江藤 新平, 18 mars 1834 - 13 avril 1874) est un homme d'état japonais du début de l'ère Meiji, connu principalement pour son rôle dans la rébellion de Saga.

## Biographie
Etō est né dans une famille samouraï du domaine de Saga, dans la province de Hizen (actuelle préfecture de saga). Pendant la guerre de Boshin contre le shogunat Tokugawa, il fut général dans l'armée impériale.
Après la restauration de Meiji, Etō occupa plusieurs postes, dont celui de Ministre de la Justice en 1872, et fut chargé de rédiger le premier code pénal moderne du Japon (Kaitei Ritsurei). En 1873, il devint sangi (conseiller) dans le Grand Conseil d'État (太政官, Dajōkan), mais démissionna la même année, après que le projet du Seikanron établi par Takamori Saigō pour envahir la Corée a été rejeté.
Après sa démission du gouvernement, Etō retourna dans son domaine natal de Saga, et rassembla d'anciens samouraïs mécontents du régime de l'époque. Il forma ainsi le parti politique Aikoku Kōtō qui a critiqué le gouvernement et a réclamé la formation d'une assemblée nationale. Recevant peu d'appui, il a alors recouru à l'insurrection armée (la rébellion de Saga), réunissant environ 3 000 hommes, attaquant une banque locale pour des fonds, et occupant des bureaux du gouvernement. La révolte fut rapidement écrasée par les forces de l'ordre menées par Okubo Toshimichi ; Etō et treize autres meneurs furent exécutés.